# Жужелица илийская
Жужелица илийская (лат.  Carabus iliensis) — вид жуков-жужелиц из подсемейства собственно жужелиц. Вероятно, исчезнувший вид.

## Описание
Узколокальный эндемик. Известен только по двум экземплярам, найденным в 1930-х годах в окрестностях поселка Илийск, ныне затопленного Капчагайским водохранилищем. В современных сборах из окрестностей Капчагая, гор Малай-Сары и урочища Тамгалы-Тас вид отсутствует. Можно предположить, что вид населял небольшие сухие скалистые ущелья по берегам р. Или. Затопление мест обитания в результате строительства Капчагайской ГЭС, по-видимому, привело к исчезновению вида.

## Охрана
Занесён в Красную книгу Казахстана.